# Varbergaskogen
Varbergaskogen är en skog på 93 ha som ligger i den nordvästra stadsdelen Varberga i Örebro och blev ett naturreservat i maj 2009. 

## Växtlighet
Varbergas naturreservat består till största del av barrskog, d.v.s. tall och lite granskog. Vissa delar täcks även av ljus björkskog och tätare trollskog.
Naturreservatet finns för att bevara skogen, och för att djur som endast kan leva i den miljön ska överleva. Under årens gång har skogen förändrats, den är inte alltigenom en urskog utan man har valt att öppna upp den lite för att göra den säkrare. Reservatet har anpassats för rörelsehindrade, och det finns mycket bra vägar, både runt skogen och igenom.
Marken är varierande eftersom stora delar består av våtmark. På den torra delen går det mycket väl att ta sig fram, och skogen passar bra till att båda vandra och att löpa i.

## Naturreservatet
För att bevara den biologiska mångfalden och kulturmiljövärdena gjordes Varbergaskogen år 2009 till kommunlat naturreservat. Detta betyder att skogen nu förvaltas av Örebro kommun. Genom att Örebro kommun sköter skogen, säkerställs det långsiktigt att det finns ett närliggande grönområde.

## Mobiliseringsförråd

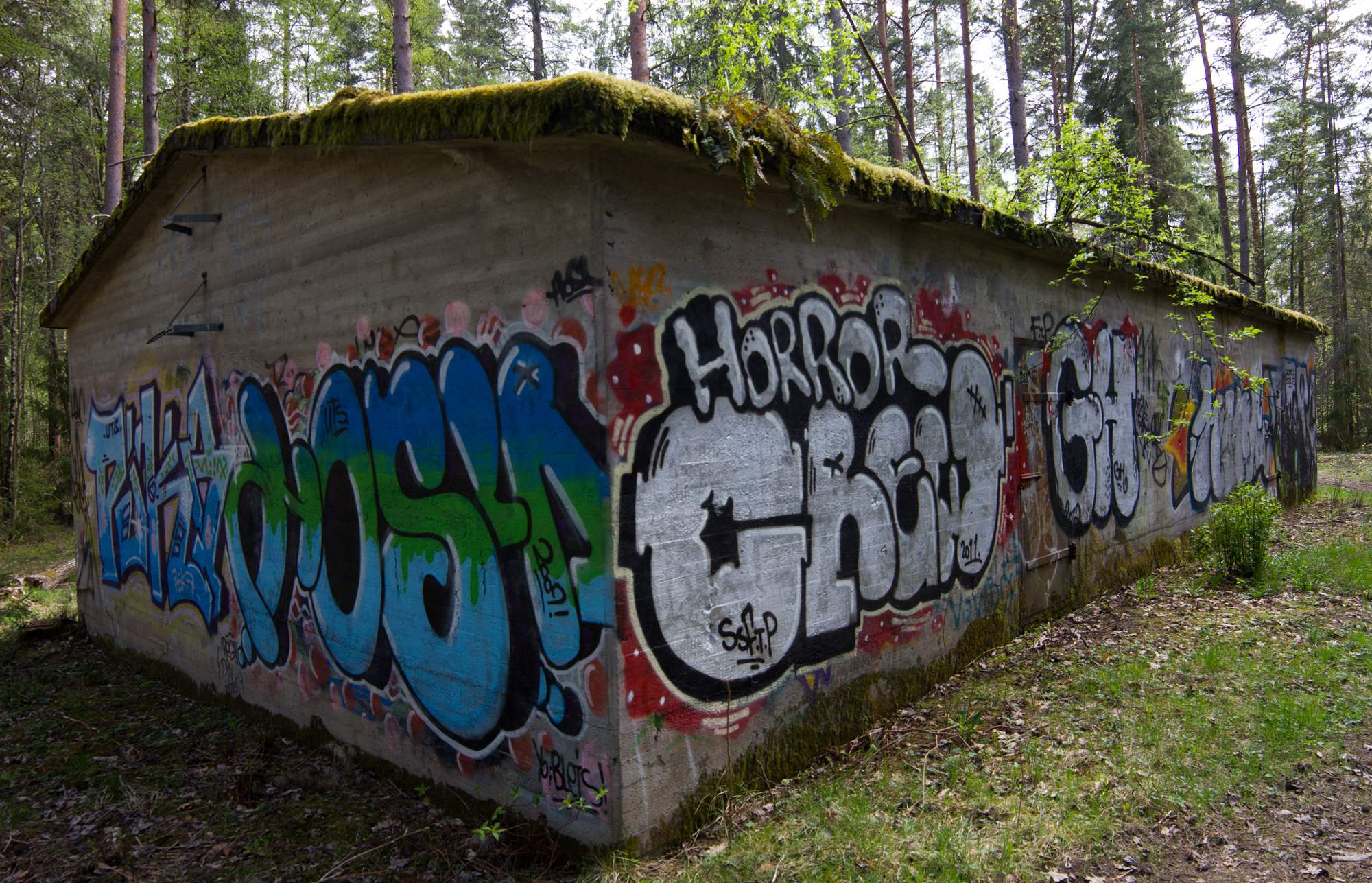
Gamla mobiliseringsförråd i Varbergaskogen, Örebro

I den östra skogskanten finns det fyra så kallade mobiliseringsförråd sedan sent 1940-tal. Uppskattningsvis 6 000 sådana förråd fanns utplacerade över hela Sverige under kalla kriget. Utöver dessa finns det ytterligare en liten militärbyggnad från samma tidsperiod.
Byggnaderna är numera öde, låsta och i vissa fall till och med igensvetsade och ytterväggarna är täckta med graffiti.
I motsats till skogen bedöms inte dessa byggnader ha höga kulturmiljövärden, och det finns förslag om att dessa, på grund av skaderisken, ska tas bort.

## Webbkällor
- Om reservatet  Länsstyrelsen Örebro län
- Varbergaskogen Örebro kommun
- Varbergaskogen - Örebrotown[död länk]

1. 1 2 3 4 5  Skyddade områden, naturreservat, 18 december 2015, läs onlineläs online, läst: 20 januari 2017.[källa från Wikidata]
2. ↑  Skyddade områden, naturreservat, 25 februari 2020, läs onlineläs online, läst: 25 februari 2020.[källa från Wikidata]